# 羅冠蘭
羅冠蘭（英語：Lo Koon Lan，1956年9月28日—），人稱「冠蘭姐」，香港女演員，從事演藝及教學工作，香港演藝學院前副教授，任教十多年。戲劇研究範圍包括寫實主義及荒誕劇。羅氏亦為香港話劇團前首席演員，參與及演出超過一百部舞台劇，均擔演主要角色。她致力推動戲劇治療，主張戲劇除了藝術創作、娛樂外，有其社會功能。曾於香港浸會大學及香港大學主持自我尋找（Self-discovery）工作坊。1994年獲選為香港十大傑出青年。2017年憑電影《竉我》奪得多個國際影展最佳女主角獎項。同年，亦憑《心靈病房》取得香港舞台劇獎悲劇/正劇最佳女主角及IATC(HK)劇評人獎年度演員獎，1994年憑電影《我和春天有個約會》奪得香港電影金像獎最佳女配角獎。

## 教育
羅冠蘭是香港演藝界學院派的代表人物。1972年畢業於聖公會諸聖中學（1967年入學，與新鴻基有限公司執行董事與集團副行政總裁兼地產代理監管局主席梁永祥為同屆同學），後畢業於香港浸會學院（今香港浸會大學）歷史系（1973年至1977年，1年預科加3年文憑）、英國倫敦密德薩斯大學（Middlesex University）東西方戲劇研究碩士，香港大學專業進修學院戲劇研究學士後文憑，並修畢羅富國教育學院（歷史及地理系）證書課程（1978年至1980年），以及英國倫敦珊薩密學院（Sesame Institute, UK）「行為及戲劇治療」證書課程。
羅冠蘭曾於1977年至1980年間任職中學教師。她一向致力於戲劇表演的教育工作，曾於1985年擔任Stars Attractions Limited 藝人訓練課程導師，又曾經為香港大學、香港浸會大學、香港城市大學等設計和主持戲劇創作及“自我尋找”訓練課程，曾為香港無線電視藝員訓練班導師及顧問，以及多間電影公司之演員訓練班導師，“中國星”電影公司演員訓練班校長，並曾於香港科技大學任教 課程。現為香港演艺学院副教授，“冠作坊”（Koon Workshop）董事及課程設計導師。

## 演藝工作
羅冠蘭於香港浸會學院歷史學系畢業後，曾在多間大學出席研究課程，於英國取得東西方戲劇研究碩士，為前香港演藝學院副校授。1981年加入香港話劇團，後晉升為首席演員，亦多次獲得舞台劇演員獎。她曾參演超過100套舞台劇，演出場次超過2,000多場，亦多次被邀請於中國內地及海外如美加、新加坡、台湾等地演出舞台劇。曾於美國紐約The Circle Repertory實驗室學習，期間參演由奧斯卡影帝威廉赫特（William Hurt）導演之舞台劇《如此姊妹》（Those Inconvenient Sisters）。其他演出主要担演主角，如：《心靈病房》教授Vivian Bearing、《海鷗》之妮娜、《三姊妹》之瑪莎、《六個尋找劇作家的角色》之繼女、莎剧《奧賽羅》（Othello）之Desdemona、《無事生非》之Beatrice、《羅密歐與茱麗葉》之茱麗葉、《安提崗妮》之安提崗妮、《聖女貞德》之貞德、《女店主》之女店主米蘭多琳娜、《北京人》之曾思懿、《雷雨》之繁漪及《我和春天有個約會》之金露露等等。及後，舞台剧《我和春天有個約會》被拍成同名電影，其演出的角色金露露獲第14屆香港電影金像獎最佳女配角。
1990年代，羅冠蘭開始業餘參與拍攝電影及電視，亦多次獲提名香港電影金像奬及提名台灣金馬獎。1994年起在無綫演出多部劇集，演技都獲得肯定，在《烈火雄心》飾演群姐，《天子尋龍》中飾演武則天、《學警雄心》中的陳燕蘭、《阿旺新傳》中的何麗莎、《秀才愛上兵》的女俠游玉蘭等都較為人熟知。
2016年，羅冠蘭拍攝電影《寵我》，飾演媽咪一角，獲得多個國際電影節及影展肯定，並獲得十二個最佳女主角及一個最佳女配角等獎項。
至2009年，羅冠蘭拍畢劇集《Only You 只有您》後，雖然一直與TVB有合約，但無參演任何戲劇，直至2018重回TVB參演劇集《牛下女高音》。她自1988年起成為藝進同學會會員。

## 演出作品

### 電影
| 首映   | 片名                             | 角色            |
| 1987年 | 你OK我OK                         |                 |
| 1988年 | 鸡同鸭讲                         | 猩嫂            |
| 1988年 | 繼續跳舞                         |                 |
| 1990年 | 新半斤八兩                       | 蘭姐            |
| 1990年 | 廟街皇后                         | 燕萍            |
| 1992年 | 不文骚                           |                 |
| 1993年 | 紙盒藏屍之公審                   | 主控官          |
| 1994年 | 燈籠                             |                 |
| 1994年 | 伴我同行                         |                 |
| 1994年 | 記得香蕉成熟時II之初戀情人       | 江普照          |
| 1994年 | 重案實錄                         |                 |
| 1994年 | 我和春天有個約會                 | 金露露          |
| 1995年 | 炸彈情人                         |                 |
| 1995年 | 影子敵人                         |                 |
| 1995年 | 女人四十                         | 姨姨            |
| 1995年 | 人間有情                         |                 |
| 1995年 | 搶閘媽咪                         |                 |
| 1996年 | 港督最後一個保鏢                 | 鍾方安心        |
| 1996年 | 浪漫風暴                         | Ken母           |
| 1996年 | 天才與白痴                       | 妙蓮            |
| 1997年 | 奪舍                             | 雞妻            |
| 1997年 | 夜半2點鐘                        |                 |
| 1997年 | 97家有喜事                       | 丁太／九嫂      |
| 1997年 | 我愛廚房                         | Chika           |
| 1997年 | 完全結婚手冊                     |                 |
| 1998年 | 全職大盜                         |                 |
| 1998年 | 陽性反應                         |                 |
| 1998年 | 驚天大賊王                       | 鍾方安心        |
| 1998年 | 愛情傳真                         |                 |
| 1998年 | 失業特工隊                       | 導師            |
| 1999年 | 愛滋初體驗                       |                 |
| 1999年 | 新家法                           |                 |
| 1999年 | 皇家香港警察的最後一夜之一體兩旗 | 新妻            |
| 1999年 | 黑道風雲之收數王                 | 陳小姐          |
| 2000年 | 少年十五十六時                   |                 |
| 2000年 | 順其自然                         |                 |
| 2001年 | 有人說愛我                       |                 |
| 2001年 | 童黨2001                         | 俊母            |
| 2001年 | 英雄人物                         |                 |
| 2001年 | 愛情白麵包                       |                 |
| 2001年 | 飛哥傳奇                         |                 |
| 2001年 | 老夫子2001                       | 譚例珠          |
| 2002年 | 反收數特遣隊                     |                 |
| 2002年 | 賭神之神                         |                 |
| 2002年 | 星星與月亮                       |                 |
| 2003年 | 六樓后座                         | 增值導師 Ms.Kim |
| 2003年 | 我要結婚                         |                 |
| 2003年 | 失鎗72小時                       | 成嫂            |
| 2003年 | 夜間管理員                       |                 |
| 2004年 | 婚前殺行爲                       | 祖母親          |
| 2004年 | 絕世好賓                         | 蘭姐            |
| 2004年 | 鬼馬狂想曲                       | 問答遊戲主持    |
| 2006年 | 左麟右李之我愛醫家人             |                 |
| 2013年 | 葉問：終極一戰                   | 耀華妻          |
| 2014年 | Z風暴                            |                 |
| 2017年 | 寵我                             | 媽咪            |
| 2023年 | 暗殺風暴                         |                 |
| 2025年 | 送院途中                         |                 |

### 電視劇（香港電台）
| 首播   | 劇名                                              | 角色       |
| 1991年 | 《小說家族：人間有情 - 杜國威》                   | 陳瑩       |
| 1993年 | 《驕陽歲月：女巫的另一面》 （页面存档备份，存于） | 鄭雅儀母親 |

### 電視劇（無綫電視）
| 首播                   | 劇名              | 角色              |
| 1994年                 |                   |                   |
| 11月21日-1995年1月13日 | 笑看風雲          | 李玉芬（媽記）    |
| 1995年                 |                   |                   |
| 5月1日-5月26日         | 包青天之親子情仇  | 杜慧瓊            |
| 1997年                 |                   |                   |
| 9月1日-10月24日        | 刑事偵緝檔案III   | 朱秀筠（Deborah） |
| 1998年                 |                   |                   |
| 6月1日-7月31日         | 鹿鼎記            | 韋春花            |
| 10月12日-12月6日       | 烈火雄心          | 郭麗群（群姐）    |
| 1999年                 |                   |                   |
| 8月9日-9月3日          | 雙面伊人          | 阮玉嫻            |
| 9月13日-10月8日        | 人龍傳說          | 刑湘媚            |
| 2000年                 |                   |                   |
| 2月14日-3月10日        | 緣份無邊界        | 談鳳凰            |
| 11月20日-2001年1月12日 | 妙手仁心II        | 莫雪芳            |
| 2001年                 |                   |                   |
| 12月24日-2002年1月18日 | 勇探實錄          | 廖秀珠            |
| 2002年                 |                   |                   |
| 9月16日-11月15日       | 流金歲月          | 法 官             |
| 2003年                 |                   |                   |
| 1月27日-2月21日        | 天子尋龍          | 武則天            |
| 3月24日-5月2日         | 智勇新警界        | 方宜嬌            |
| 10月27日-12月20日      | 衝上雲霄          | 陳玉琴            |
| 電視電影               | 懸案追兇          | 霍陳桂枝          |
| 2004年                 |                   |                   |
| 4月3日-5月15日         | 富豪海灣至尊家緣  | 張秀蘭            |
| 4月26日-5月21日        | 下一站彩虹        | 丁麗嫦            |
| 6月21日-7月17日        | 隔世追兇          | 梁妙蘭／梁少芬    |
| 10月3日-2005年1月3日   | 赤沙印記@四葉草.2 | 方陳貴妹          |
| 12月27日-2005年1月29日 | 水滸無間道        | 萬麗冰            |
| 2005年                 |                   |                   |
| 4月11日-5月24日        | 學警雄心          | 陳燕蘭            |
| 4月16日                | 奇幻潮之我愛你    | Joanna母          |
| 6月6日-7月1日          | 情迷黑森林        | 姿整四娘          |
| 6月22日-7月16日        | 奪命真夫          | 法 官             |
| 10月24日-12月6日       | 阿旺新傳          | 何麗莎（Lisa姐）  |
| 11月28日-12月30日      | 本草藥王          | 張 嬌             |
| 2006年                 |                   |                   |
| 1月2日-1月27日         | 謎情家族          | 陳麗雲            |
| 2月20日-3月17日        | 天幕下的戀人      | 吳碧姬            |
| 6月13日-7月8日         | 心慌·心郁·逐個捉  | 紀賢淑            |
| 8月28日-10月6日        | 鳳凰四重奏        | 譚 卿             |
| 2007年                 |                   |                   |
| 2月8日-2月17日         | 紅衣手記          | 郁魯芬            |
| 6月4日-7月13日         | 學警出更          | 陳燕蘭            |
| 6月11日-7月6日         | 緣來自有機        | 王淑娟            |
| 7月9日-8月3日          | 強劍              | 成大娘            |
| 10月8日-11月24日       | 通天干探          | 林泳梅            |
| 2008年                 |                   |                   |
| 1月21日-2月15日        | 秀才愛上兵        | 游玉蘭            |
| 2009年                 |                   |                   |
| 5月4日-6月5日          | 老婆大人II        | 王 官             |
| 2011年                 |                   |                   |
| 2月21日-4月2日         | Only You 只有您   | 陳 太             |
| 2019年                 |                   |                   |
| 10月7日-11月15日       | 牛下女高音        | 呂彩琴            |
| 2024年                 |                   |                   |
| 2月26日-3月22日        | 婚後事            | 花婆婆            |

### 海外电视剧
| 首播                           | 劇名     | 角色   | 電視台   |
| 2017年10月6日 - 2017年12月29日 | 逆光成长 | 苏嫦妹 | 八度空间 |

## 獎項
| 年份 | 頒獎典禮                                                          | 獎項                   | 作品                          | 角色     | 結果 |
| ---- | ----------------------------------------------------------------- | ---------------------- | ----------------------------- | -------- | ---- |
| 1987 | 香港戲劇協會                                                      | 十年傑出成就獎         | -                             | -        | 獲獎 |
| 1987 | 香港舞台劇界                                                      | 專業精神大獎           | -                             | -        | 獲獎 |
| 1987 | 香港舞台劇獎                                                      | 最佳女主角（喜，鬧劇） | 《橫衝直撞偷錯情》            | -        | 獲獎 |
| 1987 | 香港舞台劇獎                                                      | 最佳女主角（悲，正劇） | -                             | -        | 獲獎 |
| 1988 | 香港藝術家年獎                                                    | 舞台演員獎             | -                             | -        | 獲獎 |
| 1994 | 國際青年商會香港總會                                              | 香港十大傑出青年       | -                             | -        | 獲獎 |
| 1994 | 第31屆金馬獎                                                      | 最佳女配角             | 《記得香蕉成熟時Ⅱ之初戀情人》 | 江普照   | 提名 |
| 1994 | 香港舞台劇獎                                                      | 最佳女配角（悲，正劇） | 《芭芭拉少校》                |          | 獲獎 |
| 1995 | 第14屆香港電影金像獎                                              | 最佳女配角             | 《我和春天有個約會》          | 金露露   | 獲獎 |
| 1996 | 第15屆香港電影金像獎                                              | 最佳女配角             | 《女人四十》                  | 姨姨     | 提名 |
| 1996 | 第32屆金馬獎                                                      | 最佳女配角             | 《女人四十》                  | 姨姨     | 提名 |
| 1996 | 第15屆香港電影金像獎                                              | 最佳女配角             | 《人間有情》                  |          | 提名 |
| 1997 | 第16屆香港電影金像獎                                              | 最佳女配角             | 《港督最后一個保鑣》          | 鍾方安心 | 提名 |
| 2003 | 萬千星輝頒獎典禮2003                                              | 最佳女配角             | 《天子尋龍》                  | 武則天   | 提名 |
| 2003 | 萬千星輝頒獎典禮2003                                              | 最佳女配角             | 《智勇新警界》                | 方宜嬌   | 提名 |
| 2004 | 萬千星輝頒獎典禮2004                                              | 最佳女配角             | 《隔世追兇》                  | 梁妙蘭   | 提名 |
| 2005 | 萬千星輝頒獎典禮2005                                              | 最佳女配角             | 《水滸無間道》                | 萬麗冰   | 提名 |
| 2005 | 萬千星輝頒獎典禮2005                                              | 最佳女配角             | 《學警雄心》                  | 陳燕蘭   | 提名 |
| 2005 | 萬千星輝頒獎典禮2005                                              | 最佳女配角             | 《阿旺新傳》                  | 何麗莎   | 提名 |
| 2017 | 聖地牙哥獨立電影節 The IndieFEST Film Awards                      | 最佳女主角             | 《寵我》                      | 媽咪     | 獲獎 |
| 2017 | 景琛國際電影節 Depth of Field International Film Festival         | 最佳女主角             | 《寵我》                      | 媽咪     | 獲獎 |
| 2017 | 世界電影大獎 World Film Awards                                    | 最佳女主角             | 《寵我》                      | 媽咪     | 獲獎 |
| 2017 | 洛杉磯獨立電影節大獎 Los Angeles Independent Film Festival Awards | 最佳女主角             | 《寵我》                      | 媽咪     | 獲獎 |
| 2017 | 峇里電影大獎 Bali Film Awards                                     | 最佳女主角             | 《寵我》                      | 媽咪     | 獲獎 |
| 2017 | 愛爾蘭Elevation獨立電影大獎 Elevation Indie Film Awards           | 最佳女主角             | 《寵我》                      | 媽咪     | 獲獎 |
| 2017 | 奧克蘭國際電影節 Auckland International Film Festival             | 最佳女配角             | 《寵我》                      | 媽咪     | 獲獎 |

## 外部連結
- 舞台天后羅冠蘭[永久]